# Worshipful Company of Haberdashers

Escudo de la Haberdashers' Company

Worshipful Company of Haberdashers («Haberdashers' Company») o Gremio de Sederos es una compañía de librea, 
un antiguo gremio medieval de la City de Londres, en Inglaterra, creado por carta real de Enrique VI en 1448. 
El antiguo gremio es esencialmente una corporación y fundación educativa con 21 escuelas en Gran Bretaña y también es compatible con la industria de la moda, su origen histórico.
Cuenta con el apoyo de la familia real británica a través del príncipe Eduardo de Edimburgo, Liveryman Haberdasher, 
así como por el Lord-Mayor de Londres: Sir William Russell, Lord alcalde (2019–2021), el primero en recibir dos mandatos desde el siglo XIX y Maestro Sedero (Master Haberdasher) por 2024/25. 
El antiguo gremio tiene su sede en su «livery hall» o Haberdashers' Hall de Smithfield en Londres.